# Bocana de Paiwas
Bocana de Paiwas est une municipalité nicaraguayenne de la région autonome de la Côte caraïbe sud.